# Mangroven-Schlankskink
Der Mangroven-Schlankskink (Emoia atrocostata) oder Mangrovenskink ist eine Skinkart aus der Gattung Emoia, die in tropischen bis subtropischen Regionen des Westpazifiks verbreitet ist.

## Verbreitungsgebiet
Die Art hat eines der größten Verbreitungsgebiete der Gattung. Sie findet sich in Australien (Kap-York-Halbinsel, Queensland und auf der Weihnachtsinsel), an der Südwestküste Taiwans (einschließlich einiger Inseln wie Lan Yu und Lü Dao), in Singapur, den Philippinen (auf Luzon, Mindoro, den Babuyan-Inseln, Cebu, Samar, Negros, Mindanao, Basilan, Bohol, Panay, Palawan und den angrenzenden, kleineren Inseln von Semirara und Caluya), in Indonesien (Borneo, Sumatra, Java, Sulawesi, Halmahera), Vietnam, West-Malaysia, den Salomonen (Bougainville, Shortland-Inseln, Choiseul, Rob Roy, Ranongga, Vella Lavella, Gizo, New Georgia, Tetepare, Vangunu, Isabel, Russell-Inseln, Guadalcanal, Malaita, Ontong Java, Makira, Olu-Malau-Inseln, Ugi, Rennell, Bellona, Santa-Cruz-Inseln, Reef Islands, Vanikoro), Karolinen, Marshallinseln und Gilbertinseln, auf Vanuatu, Palau und auf dem Indoaustralischen Archipel bis Papua-Neuguinea. In Japan ist der Mangroven-Schlankskink auf den Miyako-Inseln Miyako-jima, Ōgami-jima, Ikema-jima, Irabu-jima und Kurima-jima verbreitet. Diese bilden gleichzeitig die nördliche Grenze des Verbreitungsgebiets der Art sowie der Gattung.

## Merkmale

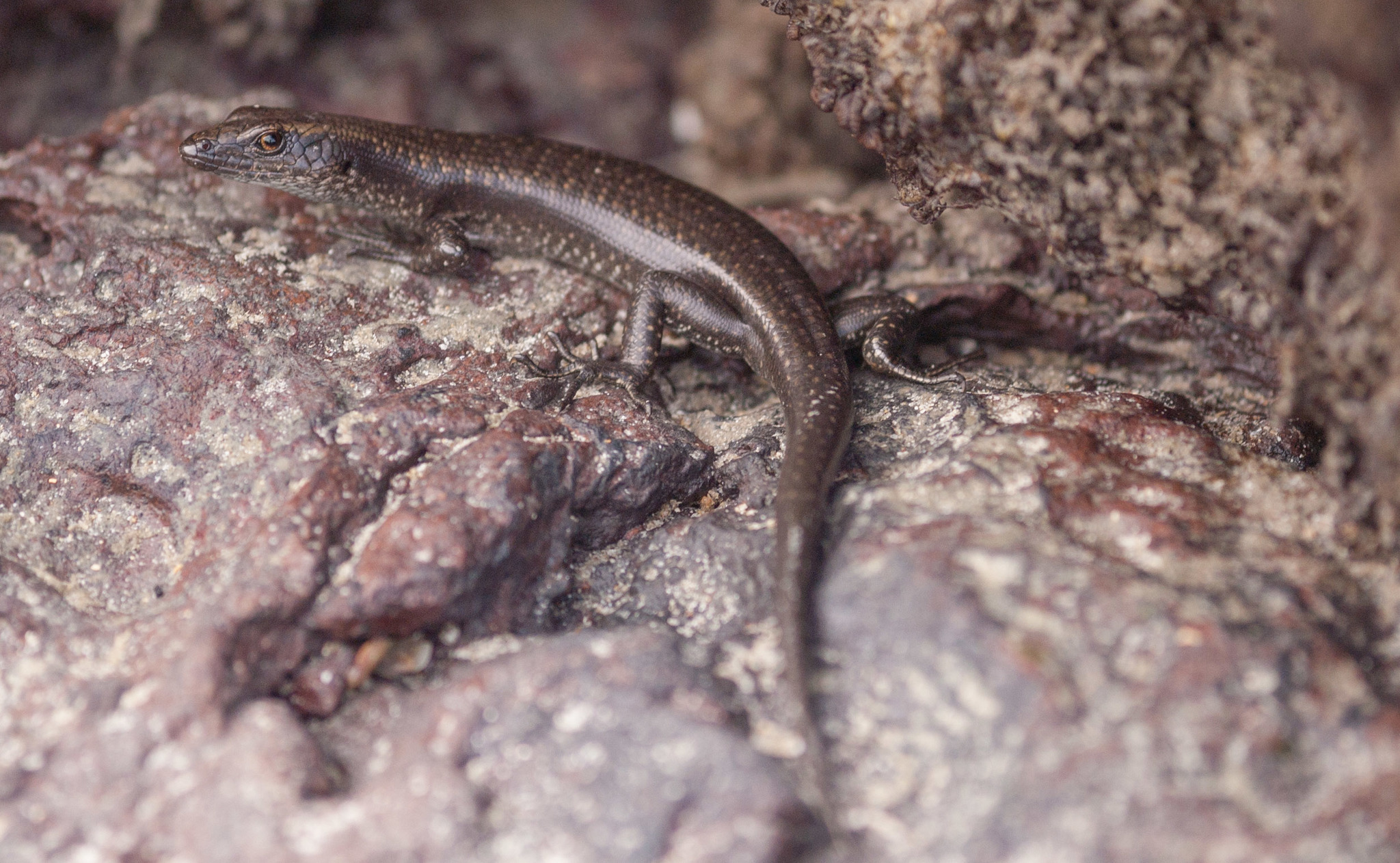
E. a. australis in Queensland, Australien

Die Gesamtlänge liegt zwischen 8,5 und 13,8 cm mit einer Kopf-Rumpf-Länge von 5,7 bis 9,2 cm. Die Grundfarbe ist grau mit schwarzen Flecken am Rücken. An den Körperseiten verläuft ein dunkles Band.
| Unterart          | Kopf-Rumpf-Länge [mm] | Schuppenreihen | Schuppenreihen                 | Lamellen am 4. Zeh |
| Unterart          | Kopf-Rumpf-Länge [mm] | am Rumpf       | Scheitelbein bis Schwanzansatz | Lamellen am 4. Zeh |
| ----------------- | --------------------- | -------------- | ------------------------------ | ------------------ |
| E. a. atrocostata | 57,1–97,5             | 34–43          | 61–76                          | 30–42              |
| E. a. australis   | 59,0–80,0             | 32–37          | 63–70                          | 29–35              |
| E. a. freycineti  | 59,0–78,4             | 35–43          | 62–76                          | 32–41              |

## Lebensweise

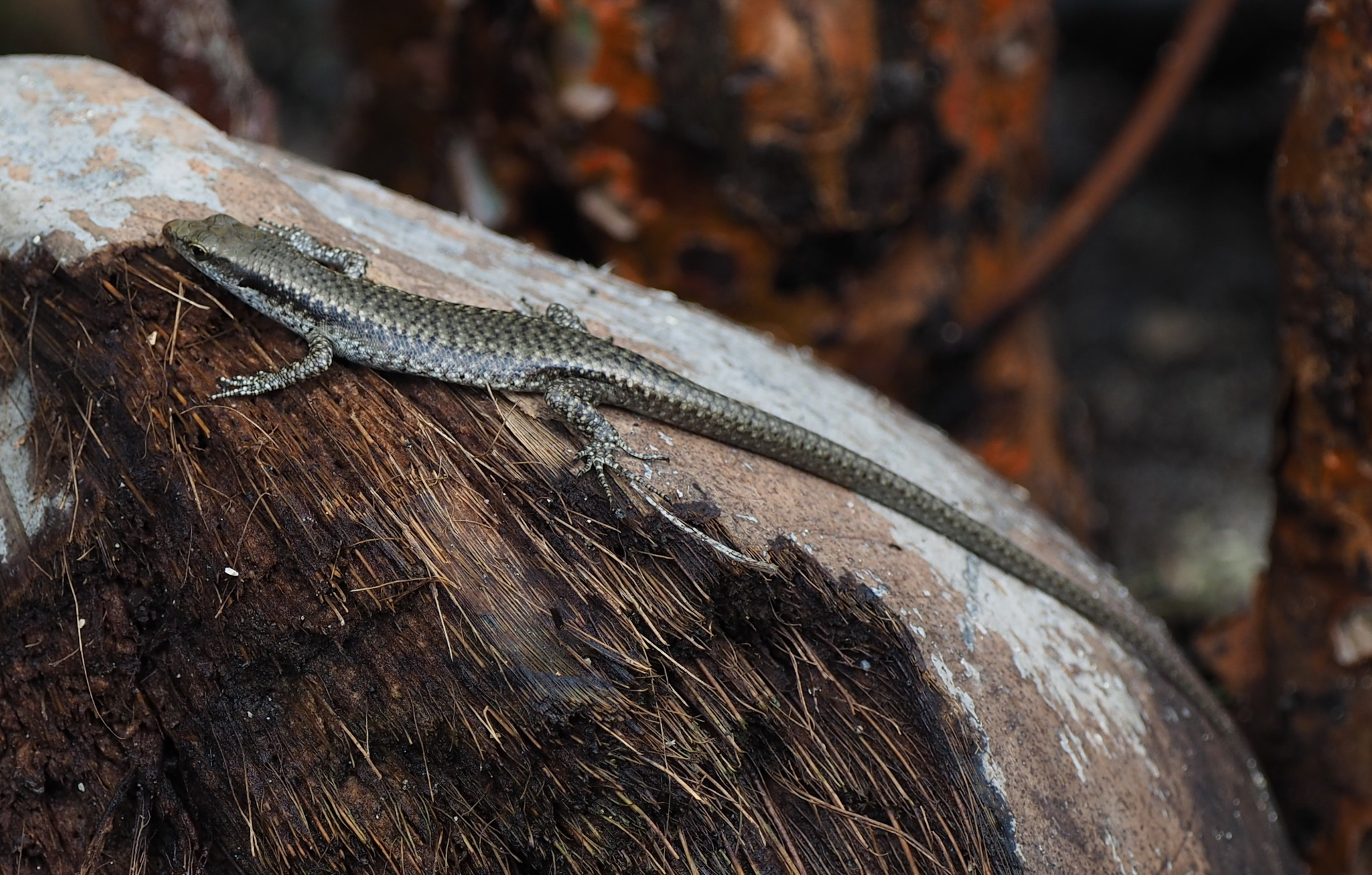
Mangroven-Schlankskink im Norden Palaus

Die Unterart E. a. atrocostata lebt vor allem auf den Miyako-Inseln in riffartigen, felsigen Küstengebieten. Besonders an sonnigen Wintertagen können die Skinke auf den Felsen ruhend beobachtet werden. Auch in Taiwan und auf den Salomonen leben die Skinke an felsigen Küsten. In anderen tropischeren Regionen findet sich der Mangroven-Schlankskink jedoch wie sein Name andeutet ebenfalls in Mangrovenwäldern. Bei der Futtersuche suchen sie auch Wattflächen mit ausreichend nahegelegenen, schutzbietenden Felsen auf.
Die Nahrung besteht aus kleinen Krebsen, Termiten, Fischen, Garnelen und anderen Eidechsen sowie Aas. Auf den Miyako-Inseln ernährt sich der Mangroven-Schlankskink vor allem von der Landasselart Ligia exotica.
Die Weibchen legen gattungstypisch Gelege von zwei Eiern. Die Paarung findet in den tropischen Regionen das ganze Jahr über statt. Die Brutzeit beträgt zwischen 56 und 71 Tage. Die Jungtiere haben nach dem Schlüpfen eine Kopf-Rumpf-Länge von 33 bis 39 mm.

## Bedrohungen und Schutz
Die IUCN stuft die Art als nicht gefährdet (least concern) ein, da sie ein sehr großes Verbreitungsgebiet aufweist und ihre Population als stabil angesehen wird. Auf der zu Australien gehörenden Weihnachtsinsel wurde die Skinkart zuletzt 2010 beobachtet, sodass das Aussterben der dortigen Population befürchtet wird. Als Ursache für das Verschwinden wird die auf der Insel eingeführte Kapuzen-Wolfszahnnatter (Lycodon capucinus) angesehen, obwohl diese teilweise auch im restlichen Verbreitungsgebiet der Skinkart vorkommt.
In Japan ist die Unterart Emoia atrocostata atrostocata (jap. ミヤコトカゲ, Miyako-Tokage) auf der nationalen Roten Liste gefährdeter Reptilien Japans als gefährdet („Vulnerable“) eingestuft. Detaillierte Populationstrends sind nicht bekannt, jedoch ist durch die Abnahme geeigneter Lebensräume aufgrund der Küstenentwicklung die Gesamtpopulation dort zurückgegangen. Möglicherweise spielen auch dort eingeführte Marder eine Rolle.
Viele der Mangrovenwälder, in denen die Skinke ihren Lebensraum finden, stehen unter Naturschutz.

## Systematik

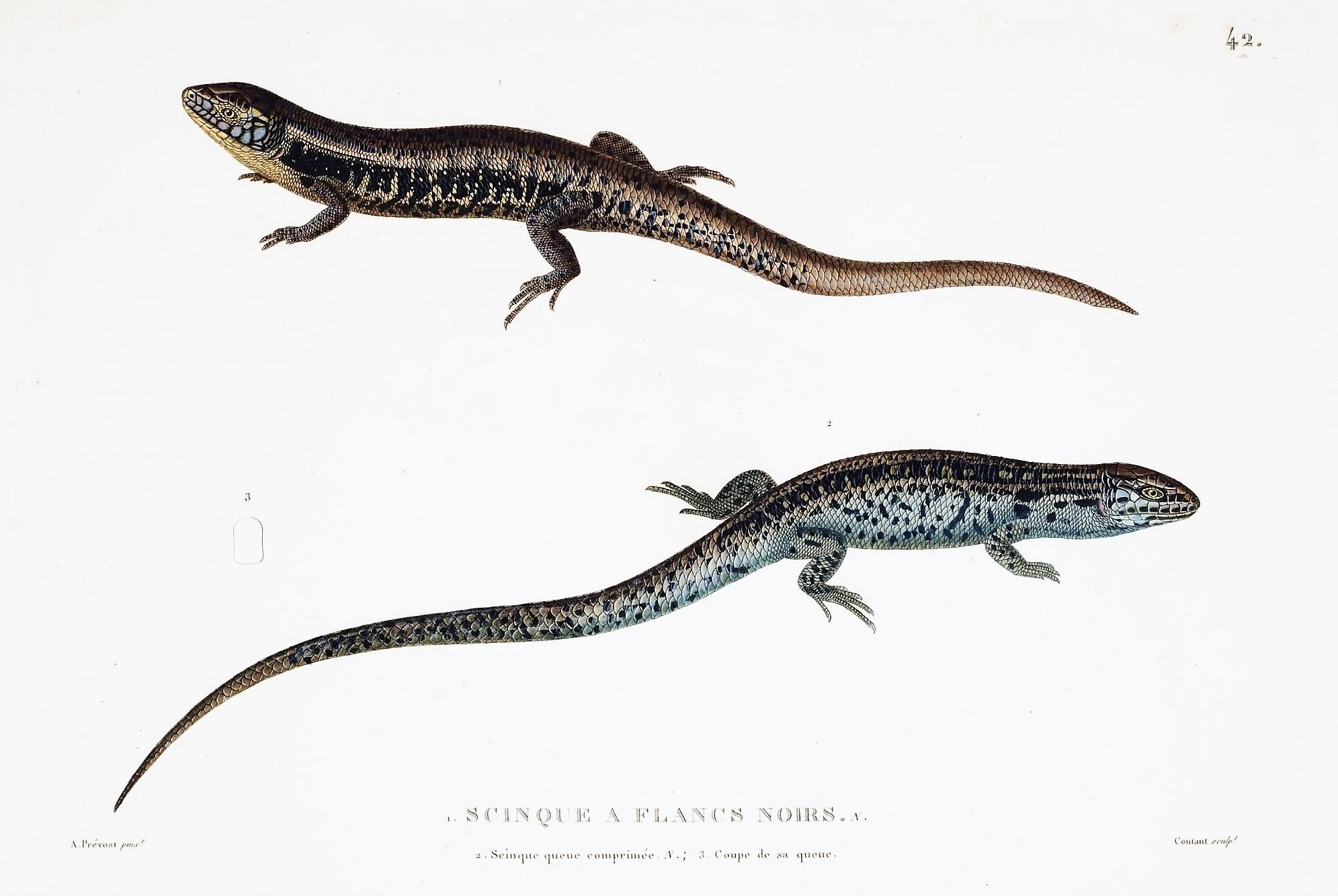
Zeichnung eines „Skinks mit schwarzen Flanken“ erstellt zwischen 1817 und 1820 in Voyage autour du monde

Die Art wurde 1830 von dem französischen Naturforscher René-Primevère Lesson als Scincus atrocostatus neben zwei weiteren Arten der Pazifikinseln (Scincus cyanurus und Scincus cyanogaster) wissenschaftlich erstbeschrieben. Der Holotyp ist verschollen.
Innerhalb der Gattung Emoia gehört die Art zur Atrocostata-Gruppe, der sie ihren Namen verleiht. Weitere Arten der Gruppe sind E. arnoensis, E. boettgeri, E. laobaoensis, E. nativitatis und E. slevini.
Es werden drei Unterarten des Mangroven-Schlankskinks unterschieden (Stand April 2022):
- Emoia atrocostata atrocostata Lesson, 1830[8]
- Emoia atrocostata australis Brown, 1991[4]
- Emoia atrocostata freycineti (Duméril & Bibron, 1839)[10]

Der US-amerikanische Zoologe Walter Brown synonymisierte 1991 Lygosoma buergeri (später Papuascincus buergersi) vorläufig mit Emoia atrocostata, basierend auf seiner Beobachtung, dass der einzige Unterschied zwischen dieser Art und der neuguineischen Emoia atrocostata in der Anzahl der Schuppenreihen lag (28 statt 38) und es sich somit möglicherweise um einen typografischen Fehler handelte. Die Synonymität wurde später jedoch widerlegt.